# Danny Duffy
Daniel Richard "Danny" Duffy, född den 21 december 1988 i Goleta i Kalifornien, är en amerikansk professionell basebollspelare som spelar som pitcher för Los Angeles Dodgers i Major League Baseball (MLB). Han har tidigare spelat för Kansas City Royals.
Duffy draftades av Kansas City Royals i 2007 års MLB-draft, där var han med och vinna 2015 års World Series med dem.